# Zabójczy żart
Zabójczy żart (ang. Vows of Deception) – amerykański dramat/thriller telewizyjny zrealizowany w 1996 roku. Realizatorzy do roli modliszkowatej Lucindy zaangażowali Cheryl Ladd. Aktorka, która popularność zdobyła jako jeden z Aniołków Charliego (dokooptowana do zespołu do odejściu Farrah Fawcett), równie przekonywająco i równie często grywa tak ciemne charaktery, jak i skrzywdzone ucieleśnienia niewinności.

## Treść
Sacramento. Do City Of Amherst przyjeżdża z Oregonu ciężarna Lucinda Lucy Ann Michaels (Cheryl Ladd). Na przystanku autobusowym oczekuje jej detektyw Matt Harding (Nick Mancuso). Przedstawiciel prawa przypomina kobiecie o ciążących na niej obowiązkach przy warunkowym zawieszeniu kary. Lucinda przyjechała do siostry Terry (Nancy Cartwright). Po urodzeniu dziecka planuje poszukać sobie pracy w Amherst. Detektyw Matt Harding i wzięty prawnik Clay Spencer (Mike Farrell) są przyjaciółmi od lat. Były prokurator jest rozwodnikiem od sześciu lat, ma dorosłego syna Nicka (Michael Woolson) i prowadzi prywatną kancelarię adwokacką. Starzy kumple chodzą razem na ryby, grają w pokera i robią sobie wzajemnie żarty. W ramach figli Matt poznaje Claya z Lucindą Michaels, kryminalistką, która w ogóle nie pasuje do bogatego prawnika. Ku jego zdumieniu przyjaciel zaprzyjaźnia się z kobietą. Asystuje przy narodzinach jej córki, zaręcza się z nią i poznaje z synem. Lucinda opowiada zakochanemu w niej Clayowi, że jej były mąż nie chciał rozwodu. Doniósł na nią do prokuratury, że znęcała się nad jego siedmioletnim synem z poprzedniego małżeństwa. Otrzymała wyrok skazujący w zawieszeniu. Miłość Claya do niej jest tak wielka, że nie chce słuchać żadnych wyjaśnień. Bagatelizuje też ostrzeżenia Matta. Przyrzeka Lucindzie, że ona i jej córka Britaney Spencer (Clair Marie Hooker) nigdy nie będą musiały się troszczyć o swoją przyszłość.
Po ślubie Lucinda prowadzi fundację na rzecz kliniki onkologicznej i otwiera ekskluzywny sklep z damską odzieżą, wzorem Pameli Lewis (Anni Long), która prowadzi butik. Szasta pieniędzmi. Kupuje kabriolet, najnowszy model Corvetty. Zaczyna uwodzić Nicka. Z jej inicjatywy w domku nad jeziorem dochodzi między nimi do pierwszego zbliżenia. Clay informuje żonę, że mają 45 tysięcy dolarów deficytu. Wkrótce w jej sklepie wybucha pożar. Policja podejrzewa Lucindę o podpalenie. Ktoś włamuje się także do domu Samanthy Pace (Cody Tucker), dziewczyny Nicka i kradnie pistolet, który tam przechowywał.